# Arpella negra
L'arpella negra (Circus maurus) és una espècie d'ocell de la família dels accipítrids (Accipitridae). Habita praderies àrides i terres de conreu de l'Àfrica Meridional, al sud de Namíbia, sud-oest de Botswana i sud i est de Sud-àfrica. El seu estat de conservació es considera en perill d'extinció.